# Giuwecz

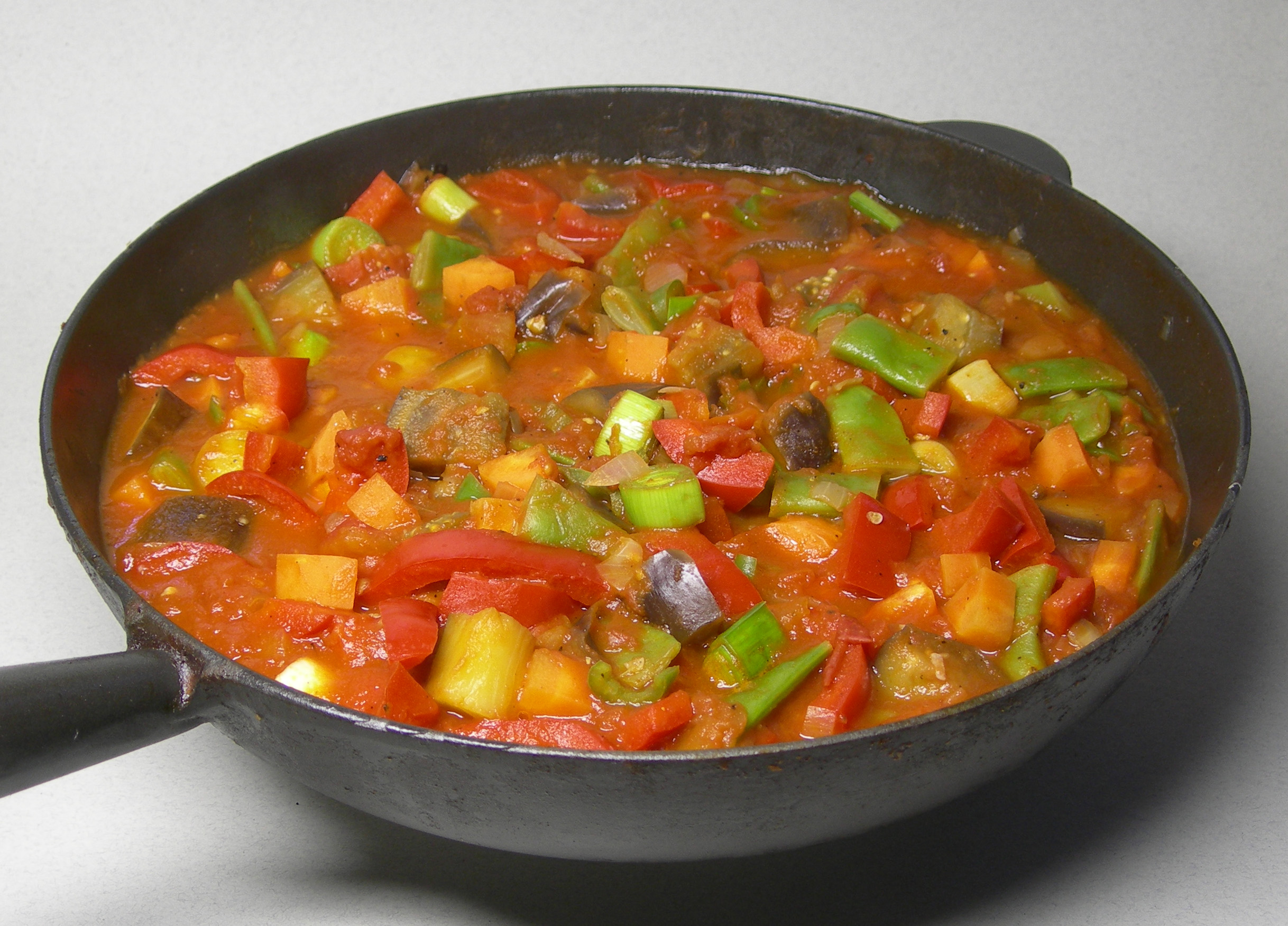
Giuwecz

Giuwecz (bułg. гювеч, tur. güveç, chorw. đuveč) – rozpowszechniona na Bałkanach gorąca potrawa półpłynna typu gulaszowego.
Wywodzi się z kuchni tureckiej, jest podobnym do francuskiego ragoût rodzajem gulaszu z duszonego mięsa z ryżem, warzywami, przyprawami oraz niewielką ilością rosołu. Popularna w kuchni bułgarskiej, serbskiej (ђувеч) i chorwackiej, macedońskiej ( ѓувеч), albańskiej (gjyveçi), bośniackiej, rumuńskiej (ghiveci), greckiej (γιουβέτσι) i tureckiej.  